# أمراض طفولة

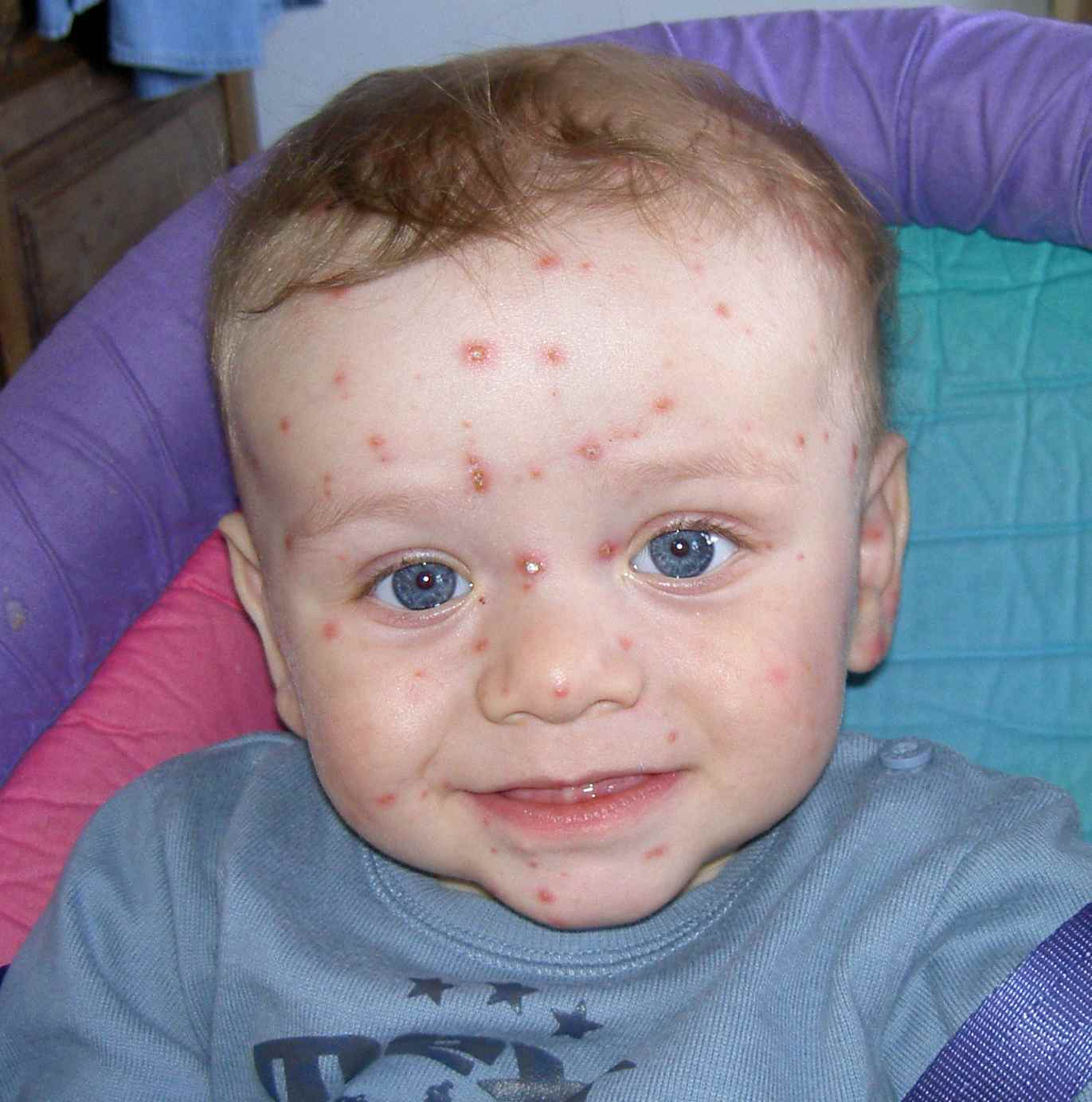

طب الأطفال يعنى الأهتمام بصحة الأطفال حيث تقدم الخدماتنا الطبية تمتد من الولادة وحتى سن المراهقة، وتشمل علاج الأمراض الجسدية، والمشاكل السلوكية والاضطرابات النفسية. تتوفرفي الكثير المستشفيات على أقسام لأمراض الكلى والمسالك البولية والجراحة وأمراض الجهاز الهضمي. وتشمل مجالات الخدمات الطبية أمراض الطفولة الشائعة كالجدري والحصبة، فضلا عن العلاج الجراحي لإصابات الأطفال مثل الكسور الخطيرة وأيضا التشوهات الخلقية .

## ملحق أمراض الطفولة
مجالات التخصص في طب الأطفال
- مركز طب الأجنة: وحدة العناية المركزة للأطفال الخدج وحديثي الولادة المرضى مزودة بغرف ولادة وأمومة
- مركز طب الأطفال الاجتماعي
- مركز تدريب طب أمراض الجهاز الهضمي للأطفال والمراهقين
- مركز أمراض الروماتيزم وأمراض المناعة والأمراض المعدية وأمراض العظام والمفاصل
- مركز تخصصي لأمراض الكلى والمسالك البولية
- مركز الهيموفيليا وعلاج نزف الدم
- مختبر نوم للأطفال والمراهقين
- مركز السمع
- مركز طوارئ الأطفال
- مركز طب الأطفال الاجتماعي

يوفر الرعاية الطبية للمصابين بأمراض مزمنة (جسدية أوعقلية) من جميع الأعمار، الرضع والأطفال والمراهقون، الذين يحتاجون إلى فحوصات خاصة وعلاج متعدد التخصصات

## مرحلة ما بعد الولادة
- رعاية المواليد الخدج وحديثي الولادة المرضى
- اضطرابات البكاء والنوم والرضاعة / اضطرابات سلوكية
- الاضطرابات العصبية للأطراف
- ضمور الدماغ والضفائر العصبية
- الأمراض الخلقية / المتلازمات الوراثية وتبعاتها
- الصرع

## مرحلة ما بعد الطفولة
- اضطرابات النمو (اللغة والحركة والإدراك والعاطفة)
- اضطرابات السلوك الاعتراضي
- اضطرابات النمو المتفشي / اضطرابات التوحد

## مرحلة ما قبل سن المدرسة
- ADHD (اضطراب نقص الانتباه المصحوب بفرط النشاط) مع اضطرابات إضافية

التبول اللاإرادي / اضطراب التغوط

## ما بعد سن المدرسة
- اضطرابات التحصيل الدراسي
- اضطرابات السلوك الاجتماعي
- اضطرابات عاطفية
- اضطراب التشنج اللاإرادي والوسواس القهري